# Інлет (Нью-Йорк)
Інлет (англ. Inlet) — місто (англ. town) в США, в окрузі Гамільтон штату Нью-Йорк. Населення — 355 осіб (2020).

## Демографія
Згідно з переписом 2010 року, у місті мешкали 333 особи в 158 домогосподарствах у складі 85 родин. Було 1044 помешкання
Расовий склад населення:
| - 98,8 % — білих - 0,6 % — корінних американців - 0,3 % — азіатів |

До двох чи більше рас належало 0,0 %. Частка іспаномовних становила 0,3 % від усіх жителів.
За віковим діапазоном населення розподілялося таким чином: 19,8 % — особи молодші 18 років, 59,2 % — особи у віці 18—64 років, 21,0 % — особи у віці 65 років та старші. Медіана віку мешканця становила 46,9 року. На 100 осіб жіночої статі у місті припадало 106,8 чоловіків;  на 100 жінок у віці від 18 років та старших — 113,6 чоловіків також старших 18 років.
Середній дохід на одне домашнє господарство  становив 80 093 долари США (медіана — 54 375), а середній дохід на одну сім'ю — 111 854 долари (медіана — 75 000). Медіана доходів становила 29 107 доларів для чоловіків та 36 875 доларів для жінок. За межею бідності перебувало 1,6 % осіб, у тому числі 0,0 % дітей у віці до 18 років та 0,0 % осіб у віці 65 років та старших.
Цивільне працевлаштоване населення становило 141 особа. Основні галузі зайнятості: публічна адміністрація — 35,5 %, будівництво — 28,4 %, освіта, охорона здоров'я та соціальна допомога — 12,1 %, мистецтво, розваги та відпочинок — 9,9 %.